# 닫힌 그래프 정리
일반위상수학에서 닫힌 그래프 정리(닫힌graph定理, 영어: closed graph theorem)는 하우스도르프 공간으로 가는 연속 함수의 그래프가 닫힌집합이라는 정리다.

## 정의
두 집합 {\displaystyle X}, {\displaystyle Y} 사이의 함수 {\displaystyle f\colon X\to Y}의 그래프는
{\displaystyle \operatorname {graph} f=\{(x,f(x))\}\subseteq X\times Y}
이다.
닫힌 그래프 정리에 따르면, 위상 공간 {\displaystyle X}와 하우스도르프 공간 {\displaystyle Y} 사이의 연속 함수 {\displaystyle f\colon X\to Y}에 대하여, {\displaystyle \operatorname {graph} f\subseteq X\times Y}는 닫힌 집합이다.:50, Proposition 2.14
함수해석학에서는 바나흐 공간에 대하여 적용되는 더 강한 형태의 닫힌 그래프 정리가 존재한다. 이는 바나흐-샤우데르 정리의 따름정리이다.